# Michael Wannenmacher
Michael Wannenmacher (* 12. August 1938 in Berlin; † 20. September 2015) war ein deutscher Mediziner und Strahlentherapeut.

## Leben
Wannenmacher studierte und promovierte zunächst in Medizin und Zahnmedizin. Er absolvierte eine Facharztausbildung für Mund-, Kiefer- und Gesichtschirurgie sowie eine radiologische Ausbildung mit dem Schwerpunkt Strahlentherapie an der Westfälischen Wilhelms-Universität Münster. 1973 habilitierte er sich mit einer Schrift über das Knochenwachstum und Reparatur unter Strahlentherapie.
Im Jahr 1977 wurde er ordentlicher Universitätsprofessor an der Albert-Ludwigs-Universität Freiburg. 1987 wechselte er an die Ruprecht-Karls-Universität Heidelberg. Von 1990 bis 1993 war er ärztlicher Direktor des Universitätsklinikums Heidelberg und von 1999 bis 2001 Prodekan der medizinischen Fakultät der Universität Heidelberg. Bis zum Jahr 2003 war Wannenmacher Direktor der Abteilung Klinische Radiologie sowie von 1996 bis 2003 war er Vorsitzender des Tumorzentrums. 2003 wurde Wannenmacher emeritiert.
Hauptlehr- und -forschungsgebiete waren die Zellkinetik und Zellsynchronisation, Tumorregister, Bestrahlungsfolgen, Therapie der Systemerkrankungen sowie Interstitielle Radionuklidtherapie. Er war maßgeblich an der Einführung der Großfeldbestrahlung bei malignen Lymphomen beteiligt.
Wannenmacher war korrespondierendes Mitglied der Nordrhein-Westfälischen Akademie der Wissenschaften.

## Ehrungen und Auszeichnungen
- Konrad-Morgenroth-Preis (1974)
- Karl-Heinrich-Bauer-Medaille (1998)
- Bundesverdienstkreuz I. Klasse des Verdienstordens der Bundesrepublik Deutschland (2003)
- Röntgen-Plakette (2007)

## Schriften
- Michael Wannenmacher, Frederik Wenz, Jürgen Debus: Strahlentherapie. Springer-Verlag, Berlin 2013, ISBN 978-3-540-88304-3.